# Marià Conrado i Asprer de Neuburg
Marià Conrado i Asprer de Neuburg (Palma, 1820-1881) fou un pintor mallorquí.
Marquès de la Fontsanta, fou un pintor autodidacta, relacionat amb l'Acadèmia de Nobles Arts de Palma. Es desplaçà a Madrid el 1839 per servir la reina Isabel II i allà pogué assistir a l'Acadèmia de Belles Arts de San Fernando. El 1860 fou nomenat acadèmic de l'Acadèmia de Belles Arts de Palma. La seva pintura té el paisatge i el costumisme com a tema predominant. La seva producció artística s'inicià entorn de 1840-46. Destaquen: Paisatge amb ruïnes gregues (1846), on posà de manifest la seva clara adscripció romàntica, La torre de Canyamel (1850) i una Vista de Palma (1860). A partir d'aquí es donà a conèixer a través de l'Exposició Agrícola, Industrial i de Belles Arts (1860) on presentà el paisatge Records de Segòvia i un bust, retrat de fang, a la secció d'escultura, amb el qual obtengué la medalla de plata. El 1854 participà en l'Exposició Nacional de Belles Arts amb l'obra El vapor Mazzepa comandat per Pinzón a la cala de Bocoya, costa d'Àfrica, la nit del 26 de febrer de 1812.
També és important la seva producció de temàtica monumentalista, esglésies, convents i edificis islàmics, plens de recursos i sabor romàntic, com Interior d'església gòtica, Banys àrabs de Palma i la sèrie del Convent dels Mínims de Santa Maria del Camí, en diferents estats de conservació.
És un cas interessant en el panorama artístic, mallorquí decimonònic, ja que fou un dels pocs pintors locals que desenvoluparen una producció netament romàntica.
Va impulsar la reedificació de l'Església de la Mare de Déu de la Soledat i el Convent dels Mínims de Santa Maria del Camí, en estat ruïnós després de les exclaustracions dels frares de 1820 i 1835. Comprà l'església i la casa conventual per 35.130 reals, un preu baix quan l'Ajuntament el 1843 n'havia pagat 100.000 reals. El 1861 les obres estaven acabades.
L'any 1865 participà en una baixada a l'interior de les Coves de Son Pou amb un bastiment i una gàbia que hi col·locà Antoni Matas, picapedrer de la capella del Roser de la Parròquia. Va descriure aquesta baixada a la Descripción de la Caverna de Son Pou en la isla de Mallorca, publicada el 1865.